# Carmen Aciar
Carmen Aciar (San Juan, Argentina; 16 de agosto de 2000) es una cantante y compositora argentina.

## Trayectoria artística
Nacida en San Juan, creció en Mendoza, estudió arquitectura en la Universidad Nacional de Cuyo y en un intercambio de estudios llegó a Europa donde siguió cursando en la Universidad del País Vasco durante unos meses, lo dejó para irse a vivir a Barcelona en el verano de 2022, desde donde estudia a distancia en la Escuela de Música de Buenos Aires.
En 2015 publicó un primer disco sencillo (Te extraño), en 2022 grabó un EP de título Carmen Aciar con tres temas iniciáticos. Posteriormente compuso y publicó su primer elepé digital y físico: Historias mías, con siete temas propios, disco grabado junto a Horacio Fumero al contrabajo, Joaquín Galván a la guitarra y Andrés Lena al bombo legüero; un disco con canciones intimistas que revelan su descubrimiento y el gusto por el folclore argentino.
Ha participado en la gira Corsé de la pianista Clara Peya, así como en el coro de la gira Toda la vida, un día de Sílvia Pérez Cruz, ha cantado a dúo en directos con Analía Garcetti, Juan Quintero, Giancarlo Arena o junto al pianista Andrés Beeuwsaert; también ha homenajeado en concierto a Luis Alberto Spinetta, cantando versiones de sus temas y grabando un disco en directo en 2024. Carmen Aciar es deudora en su obra de Mercedes Sosa o de Joan Manuel Serrat, entre otros. En 2024 ganó el certamen de canción de autor "Abril para vivir" en Granada.

## Discografía

### Discos propios
- Historias mías (2023)

### Sencillos y EPs
- Te extraño (2015), sencillo.
- EP Carmen Aciar (2022)
- Ella (2002), sencillo.

### Colaboraciones
- UIDA (2024). Quinteto UIDA que acerca el jazz al folk y a la canción. Voz.
- Lembranza (2024) de Giancarlo Arena. 2 temas.
- Spinettalandia y sus amigas (En directo en Casa Astor) (2024), junto a Ola Wagner y Tomás Córdova. Voz.
- El idioma de los Dioses (2024) de Crime Lése. Voz y letra en el tema Tu voz. (2024)